# Esporte Clube Ipitanga da Bahia
L'Esporte Clube Ipitanga da Bahia, noto anche semplicemente come Ipitanga, è una società calcistica brasiliana con sede nella città di Senhor do Bonfim, nello stato di Bahia.

## Storia
Il club è stato fondato il 20 settembre 2003, nella città di Lauro de Freitas. L'Ipitanga ha vinto il Campeonato Baiano Segunda Divisão nel 2004. Il club si è trasferito nella città di Terra Nova nel 2005, e ha giocato le partite casalinghe nella città di Madre de Deus dal 2006 al 2007. Ha partecipato al Campeonato Brasileiro Série C per la prima volta nel 2005, dove è stato eliminato alla prima fase, e ha partecipato di nuovo nel 2006, dove è stato di nuovo eliminato alla prima fase.

## Palmarès

### Competizioni statali
- Campeonato Baiano Segunda Divisão: 1

2004